# Norma bonaudiana
La norma bonaudiana, que s'autodefineix com a escriptura alvernesa unificada (eicritürà euvarnhatà vunefiadà) és una norma lingüística (una codificació) que fixa l'occità en la seva varietat alvernesa, i que fa concurrència amb la norma clàssica. Aparegué el 1973 dins les obres de Piare Bonaud i és defensada pel Cercle Tèrra d'Auvèrnhe (CTA) i per la revista Bisa Nèira (Bïzà Neirà). El 1982 Bonaud va adoptar la seva norma a una nova grafia per al poiteví-saintongès (llengua d'oïl).
Avui dia l'alvernès es divideix entre els partidaris de la norma clàssica i els de la norma bonaudiana. L'impacte social de cadascuna de les dues normes és força feble dins la societat alvernesa, cosa que no frena la diglòssia ni la reculada de l'occità en benefici del francès.

## Composició
Igual que la norma clàssica o la mistralenca es compon de dos aspectes:
- La norma ortogràfica o ortografia, que fixa la manera d'escriure els fonemes. La grafia bonaudiana engloba l'ortografia codificada i diversos usos escrits no codificats però que s'hi inspiren.
- La norma oral, que fixa la manera recomanada de parlar l'alvernès.

El geògraf reconvertit a lingüista alvernès Piare Bonaud la va crear la norma el 1973, proposant l'abandó de la grafia clàssica i la idea d'unitat de l'occità, que havia defensat inicialment. Afirma que l'alvernès té unes característiques pròpies que segons ell la norma clàssica no respecta. Una altra raó del trencament, segons es pot observar en els escrits de Bonaud dels anys 1970, és el fet que la norma clàssica era encara mal definida per l'alvernès, i que una part del moviment militant occitanista havia mostrat una gran incomprensió sobre l'alvernès (i l'occità septentrional en general).
La norma bonaudiana, doncs, es caracteritza pel secessionisme lingüístic en defensar que l'alvernès és una llengua independent i no pas part de l'occità. Dins el camp de la recerca lingüista i científica, gairebé la totalitat dels especialistes com J.P. Chambon, C. Herilier, P. Nauton, J.C. Potte o S. Escoffier, considerean que l'alvernès és part de l'occità i rebutjaren les tesis de P. Bonaud. L'únic lingüista que ha donat suport a les tesis bonaudianes és Karl-Heinz Reichel.
Així, la norma bonaudiana privilegia els girs particularistes que l'allunyen artificialment de la norma clàssica i dels altres dialectes occitans. Fins i tit s'allunya de les tendències gràfiques i morfològiques majoritàries de les altres llengües romàniques, sobretot a l'hora de fixar neologismes. Adopta trets de la norma francesa, com el grafema ou per a escriure [u], però també adopta d'altres trets diferenciats del francès.

## Obres de referència
Aquestes obres són esmenades al web del CTA:
- Pierre Bonnaud, Grammaire générale de l'auvergnat à l'usage des arvernisants, 1992
- Pierre Bonnaud, Nouveau Dictionnaire général français - auvergnat, 1999
- Karl-Heinz Reichel, Dictionnaire général auvergnat - français, ISBN 2-84819-021-3